# Nederlandse kampioenschappen zwemmen 1956

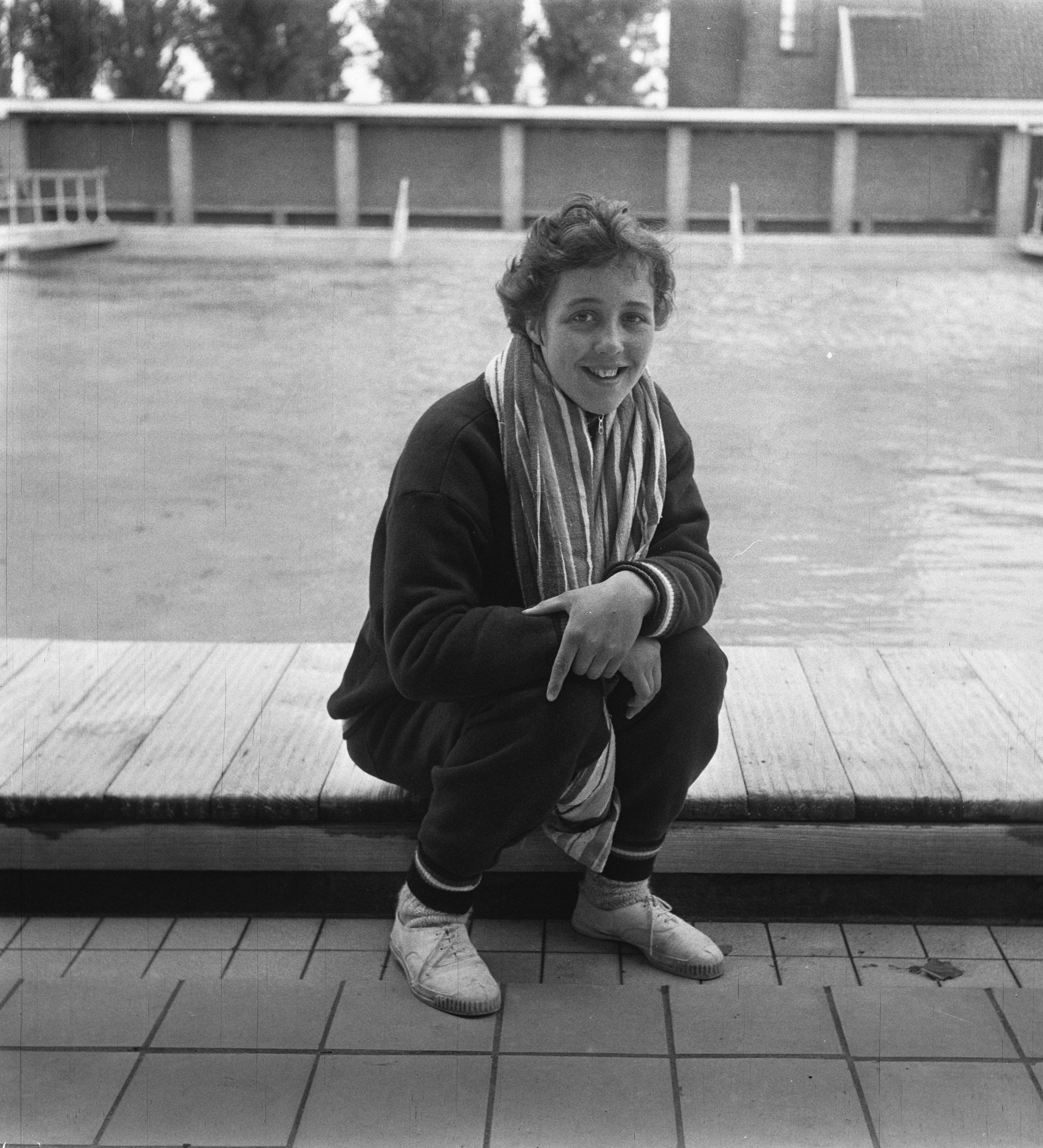
Jans Koster tijdens deze kampioenschappen

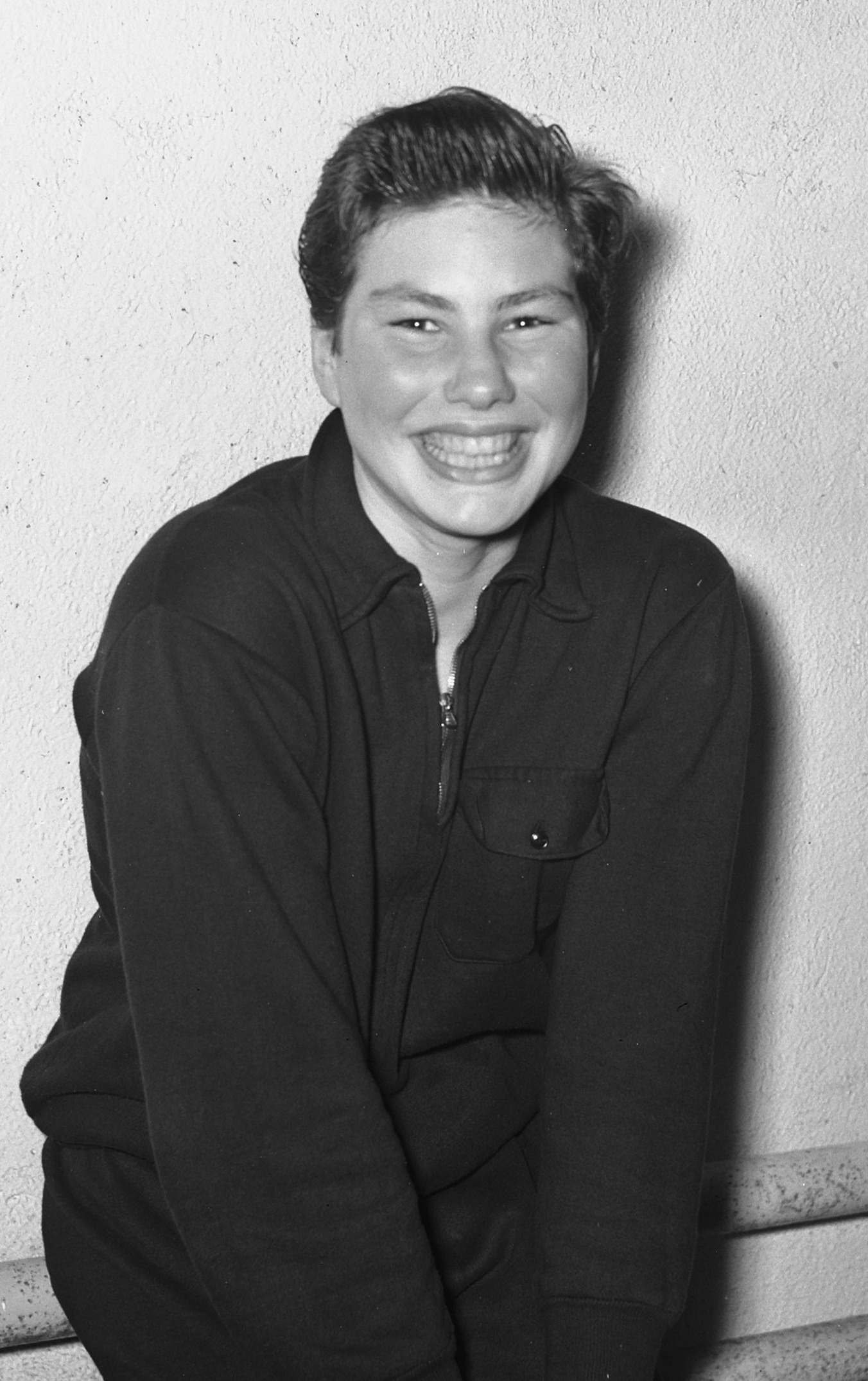
Ada den Haan won in een nationaal record de titel op de 200 meter schoolslag

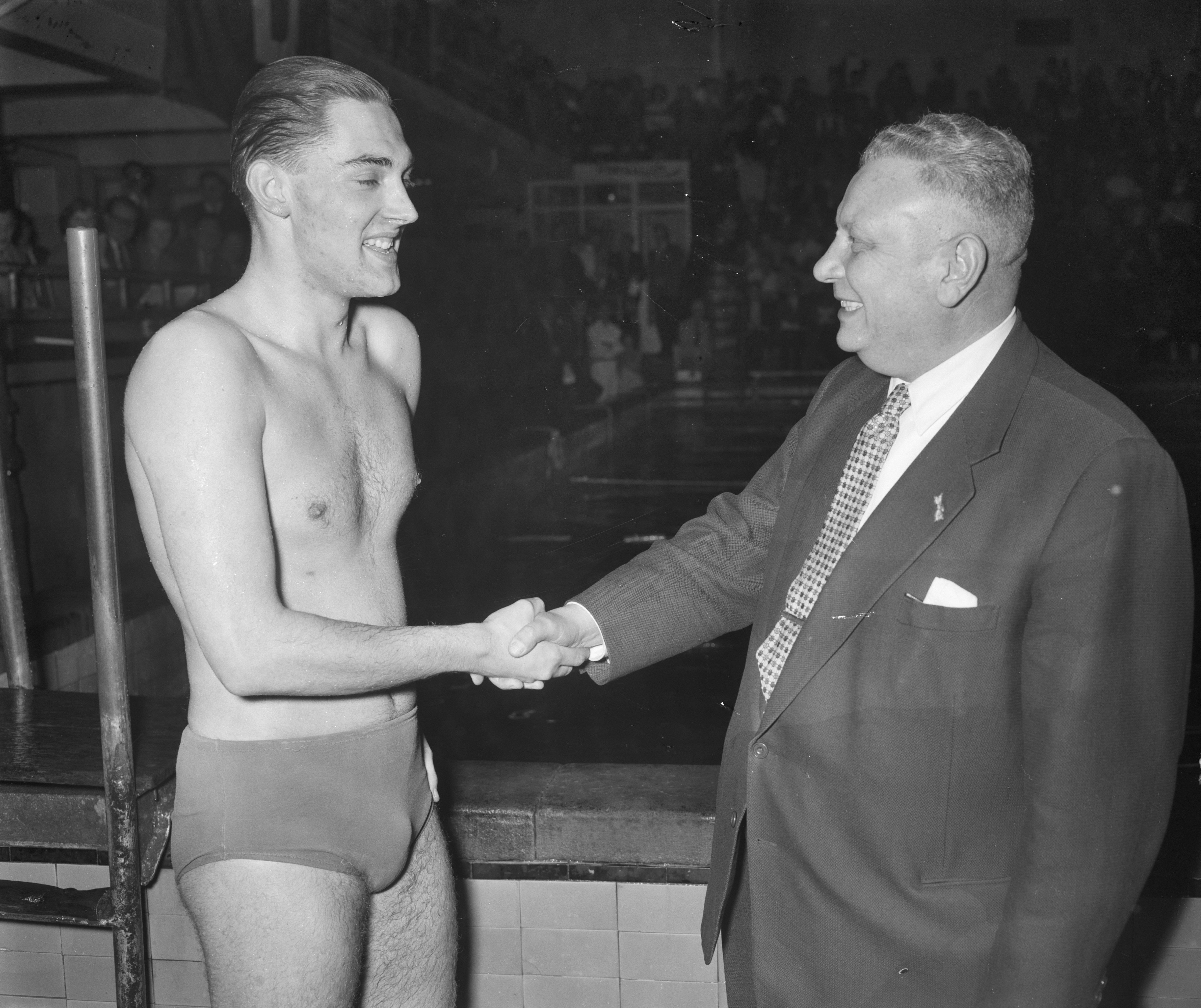
Peter Swijghuisen Reigersberg in 1957

De Nederlandse kampioenschappen zwemmen 1956 werden gehouden op 31 augustus, 1 en 2 september 1956 in Amsterdam, Nederland. De 50 jaar oude zwemclub De Dolfijn was de organisator, de wedstrijden waren in het De Mirandabad.
De 1500 meter vrije slag werd een week eerder in Utrecht gezwommen, de schoonspringwedstrijden waren op 4 augustus in Boekelo.
Zwemster Hetty Balkenende finishte als derde op de 400 meter vrije slag, maar werd gediskwalificeerd omdat ze één keer het keerpunt niet aanraakte met haar hand. Deze nationale kampioenschappen waren tevens de selectiewedstrijden voor de Olympische Zomerspelen in Melbourne, later dat jaar. Nederland besloot echter kort tevoren dit evenement te boycotten.

## Zwemmen

### Mannen
| Afstand:           | Goud:                                                        | Tijd    | Zilver:                        | Tijd    | Brons:                       | Tijd    |
| 100 m vrije slag   | Herman Willemse De Robben                                    | 58,7    | Theo Hoogveld Neptunus         | 58,8    | Jan Bouwman HPC              | 1.00,4  |
| 400 m vrije slag   | Jaap de Jong LZO                                             | 4.59,2  | Herman Willemse De Robben      | 5.06,8  | Rein Prins DJK               | 5.07,7  |
| 1500 m vrije slag  | Herman Willemse De Robben                                    | 19.34,0 | Jaap de Jong LZO               | 20.37,8 | Henk van der Linden Zwemlust | 21.13,6 |
| 100 m rugslag      | Peter Swijghuisen Reigersberg Het Y                          | 1.09,7  | Gerrit Korteweg AZC Apeldoorn  | 1.10,7  | Henk Schuyer ZON             | 1.11,8  |
| 200 m schoolslag   | Ton Jaspers NZC                                              | 2.46,9  | Peter Bekkering De Sleutelstad | 2.49,5  | Klaas Koetse Bubble          | 2.51,8  |
| 200 m vlinderslag  | Iwan Smaling RZC                                             | 2.55,5  | Charles Ritton DJK             | 2.55,9  | Geert Jan van Rooij Aegir    | 2.57,6  |
| 4x100 m wisselslag | DJK Dhr. Bessem Dhr. Wiltenburg Charles Ritton Rein Prins    | 4.54,5  | RZC                            | 4.56,7  | AZC Apeldoorn                | 4.57,1  |
| 4x200 m vrije slag | De Robben Arnd Käyser Nico Luchs Harry Lamme Herman Willemse | 9.37,8  | LZO                            | 9.47,7  | DJK                          | 9.49,4  |

### Vrouwen
| Afstand:           | Goud:                                                         | Tijd    | Zilver:                  | Tijd    | Brons:                  | Tijd    |
| 100 m vrije slag   | Cocky Gastelaars SZC                                          | 1.06,8  | Hetty Balkenende ZAR     | 1.07,9  | Geertje Wielema HZC     | 1.08,1  |
| 400 m vrije slag   | Jans Koster 't Gooi                                           | 5.14,4  | Mary Kok De Robben       | 5.17,3  | Corrie Schimmel 't Gooi | 5.28,6  |
| 1500 m vrije slag  | Jans Koster 't Gooi                                           | 20.43,0 | Corrie Schimmel 't Gooi  | 21.04,9 | Lenie de Nijs De Robben | 21.19,6 |
| 100 m rugslag      | Lenie de Nijs De Robben                                       | 1.13,8  | Joke de Korte RDZ        | 1.15,2  | Jopie van Alphen RDZ    | 1.15,8  |
| 200 m schoolslag   | Ada den Haan 't Gooi                                          | 2.53,8  | Rita Kroon De Robben     | 3.03,8  | Hannie Boon De Meeuwen  | 3.05,6  |
| 100 m vlinderslag  | Atie Voorbij De Robben                                        | 1.14,8  | Tineke Lagerberg 't Gooi | 1.19,0  | Jopie Troost HDZ        | 1.22,9  |
| 4x100 m wisselslag | De Robben Lenie de Nijs Rita Kroon Atie Voorbij Greetje Kraan | 5.18,4  | HDZ                      | 5.42,7  | ADZ                     | 5.44,8  |
| 4x100 m vrije slag | De Robben Lenie de Nijs Greetje Kraan Atie Voorbij Mary Kok   | 4.41,1  | RDZ Lotte Heniger        | 4.42,8  | HZC                     | 4.53,7  |

## Schoonspringen

### Mannen
| Onderdeel: | Goud:                   | Score | Zilver:           | Score | Brons:     | Score |
| 1 m plank  | H. Christenhusz Simaika | 57,50 | J. Mussert Icarus | 48,70 | Dhr. Meier | 46,35 |
| 3 m plank  | Jan van Moll Salto      | 98,69 |                   |       |            |       |

Van Moll was de enige kandidaat op de 3 meter plank die voldeed aan de minimale eisen.

### Vrouwen
| Onderdeel: | Goud:                                              | Score  | Zilver:                  | Score  | Brons:                     | Score |
| 1 m plank  | Els van Breda-van den Horn Springclub Joop Stotijn | 71,57  | Lenie Lanting-Keller HDZ | 67,05  | Jo Dols-Wolters Icarus-ODZ | 53,12 |
| 3 m plank  | Els van Breda-van den Horn Springclub Joop Stotijn | 117,03 | Lenie Lanting-Keller HDZ | 112,75 | Judith du Pon              | 97,49 |

Langebaan (50 meter):

1920 ·
1921 ·
1922 ·
1923 ·
1924 ·
1925 ·
1926 ·
1927 ·
1928 ·
1929 ·
1930 ·
1931 ·
1932 ·
1933 ·
1934 ·
1935 ·
1936 ·
1937 ·
1938 ·
1939 ·
1940 ·
1941 ·
1942 ·
1943 ·
1944 ·
1945 ·
1946 ·
1947 ·
1948 ·
1949 ·
1950 ·
1951 ·
1952 ·
1953 ·
1954 ·
1955 ·
1956 ·
1957 ·
1958 ·
1959 ·
1960 ·
1961 ·
1962 ·
1963 ·
1964 ·
1965 ·
1966 ·
1967 ·
1968 ·
1969 ·
1970 ·
1971 ·
1972 ·
1973 ·
1974 ·
1975 ·
1976 ·
1977 ·
1978 ·
1979 ·
1980 ·
1981 ·
1982 ·
1983 ·
1984 ·
1985 ·
1986 ·
1987 ·
1988 ·
1989 ·
1990 ·
1991 ·
1992 ·
1993 ·
1994 ·
1995 ·
1996 ·
1997 ·
1998 ·
Amersfoort 1999 ·
Drachten 2000 ·
Eindhoven 2001 ·
Amersfoort 2002 ·
Amsterdam 2003 ·
Amsterdam 2004 ·
Amsterdam 2005 ·
Eindhoven 2006 ·
Amsterdam 2007 ·
Eindhoven 2008 ·
Eindhoven 2009 ·
Eindhoven 2010 ·
Eindhoven juni 2011 ·
Eindhoven december 2011 ·
Amsterdam 2012 ·
Eindhoven 2013 ·
Eindhoven 2014 ·
Eindhoven 2015 ·
Eindhoven 2016 ·
Eindhoven 2017 ·
Amersfoort 2018 ·
Amersfoort 2019 ·
2020 ·
2021 ·
Amersfoort 2022 ·
Amersfoort 2023 ·
Amersfoort 2024

Kortebaan (25 meter):

1980 ·
1981 ·
1982 ·
1983 ·
1984 ·
1985 ·
1986 ·
1987 ·
1988 ·
1989 ·
1990 ·
1991 ·
1992 ·
1993 ·
1994 ·
1995 ·
1996 ·
1997 ·
's-Hertogenbosch 1998 ·
Nieuwegein 1999 ·
Nieuwegein 2000 ·
Alphen aan den Rijn 2001 ·
Eindhoven 2002 ·
Drachten 2004 ·
Amsterdam 2005 ·
Drachten 2006 ·
Amsterdam 2007 ·
Amsterdam 2008 ·
Amsterdam 2009 ·
Amsterdam 2010 ·
Amsterdam 2012 ·
Dordrecht 2013 ·
Tilburg 2014 ·
Tilburg 2015 ·
Hoofddorp 2016 ·
Hoofddorp 2017 ·
Tilburg 2018 ·
Tilburg 2019 ·
2020 ·
Den Haag 2021 ·
Den Haag 2022 ·
Den Haag 2023